# Blue Trike
Blue Trike（ブルートライク）は、日本のスリーピース・バンド。所属事務所はアークミュージック。Blue Trikeとは「青い三輪車」の意味。2007年コロムビアミュージックエンタテインメントよりメジャー・デビュー。略称はブルトラ。

## メンバー
- Mary（1984年4月13日 - ）Vocal、Piano。山梨県上野原市出身。O型。
- Kiyohito（1984年8月12日 - ）Acoustic Guitar、Electric Guitar、作曲家。埼玉県鴻巣市出身。B型。
- NoN（本名・野瀧真一、1984年12月12日 - ）Drums &　Percussion、salaryman。栃木県宇都宮市出身。A型。DIRTY OLD MENの元メンバー。

### 元メンバー
- Yosuke（1984年8月9日 - ）Vocal、Piano。東京都渋谷区出身。O型。

## ディスコグラフィー

### ミニアルバム
キミヲオモウ　（2006年11月22日）
1. Shining Star（Plan Japan応援ソング）
2. 南風
3. 水曜日のヒーロー
4. あなたのトゥナイト
5. Flashback
6. Christmas night
7. 地平線

Rainbow　（2011年4月20日）
1. STORY×STORY
2. snow white
3. 恋風
4. GO THE WAY
5. 雨上がりが好きな君と
6. 空泳ぐ口笛
7. トウキョウホタル

ひとりじゃないからさ　（2012年5月30日）
1. ひとりじゃないからさ（全国音楽情報 TV MUSIC B.B. 5 月度エンディングテーマ、関東UHF局ネットJOYnt!エンディングテーマ）
2. Oh! Sha Laugh la Love
3. ガールに告ぐ3つの事
4. 笑い合える日まで
5. 365

### アルバム
Daydream　（2007年11月21日）
1. New days （西日本シティ銀行CMソング）
2. Stand up!!
3. オレンジ色の月
4. グラデーション
5. 君のこと
6. 僕の花
7. future kids
8. 春風
9. FLY
10. 同じ空
11. 永い約束
12. New dreams

### シングル
Rainbow Single - （配信＆ライブ会場限定盤）
1. STORY×STORY（2007年11月18日）
2. snow white（2007年12月24日）
3. 恋風（2008年2月6日）
4. GO THE WAY（2008年5月19日）（三重テレビ放送・夏の高校野球三重大会2009年度テーマソング）
5. 雨上がりが好きな君と（2009年9月15日）
6. 空泳ぐ口笛（2009年12月21日）
7. トウキョウホタル（2010年7月6日）

## 映画
- あなたを忘れない（Kiyohito出演）

## ラジオ
- Blue Trike Kiyohitoのホントはしゃべりたい! - （2007年-2008年、フラワーラジオ）
- Blue Trikeのブルトラジオ - （2008年5月-、フラワーラジオ）